# Ronald Gow
Pour les articles homonymes, voir Gow.
Ronald Gow, né le 1er novembre 1897 et mort le 27 avril 1993, est un dramaturge anglais, surtout connu pour Love on the Dole (1934).

## Biographie
Né à Heaton Moor, Stockport, dans le Cheshire, Ronald Gow est fils d'un directeur de banque. Il fréquente le lycée du comté d'Altrincham. Après une formation de chimiste, il y retourne en tant que professeur. À la fin des années 1920, il réalise plusieurs films muets éducatifs avec ses élèves, The People of the Axe (1926) et The People of the Lake (1928) recréant la vie dans l'ancienne Grande-Bretagne, ce dernier film produit ``avec l'approbation de' ' Sir William Boyd Dawkins ; The Man Who Changed His Mind (1928) est une aventure de Boy Scout avec un caméo de Robert Baden-Powell ; The Glittering Sword (1929) est une parabole médiévale sur le désarmement.
En 1934, il écrit Love on the Dole, adapté du roman de Walter Greenwood sur le chômage à Salford pendant la Grande Dépression. La pièce est un énorme succès. Wendy Hiller joue le rôle principal et fait également sa première apparition au cinéma dans Lancashire Luck, scénarisé par Gow.
En 1937, Hiller et Gow se marient et déménagent à Beaconsfield, dans le Buckinghamshire, où ils élèvent leurs deux enfants, Ann (1939–2006) et Anthony (né en 1942). Il vit avec Hiller à "Spindles" jusqu'à sa mort en 1993. Il continue à écrire des pièces jusqu'à l'âge de quatre-vingts ans, fournissant du matériel pour sa femme dans des adaptations de Tess d'Urberville (1946), qui est un grand succès tandis qu'Anne Véronique (Ann Veronica, 1949), adaptée du roman de H.G. Wells est rapidement un échec commercial. Gow est co-crédité pour le livret utilisé dans la version musicale d'Anne Véronique, créée en 1969. Ses autres adaptations sont The Edwardians et A Boston Story de Vita Sackville-West (1966), adapté de Le Regard aux aguets (Watch and Ward) de Henry James.